# 夜も昼も

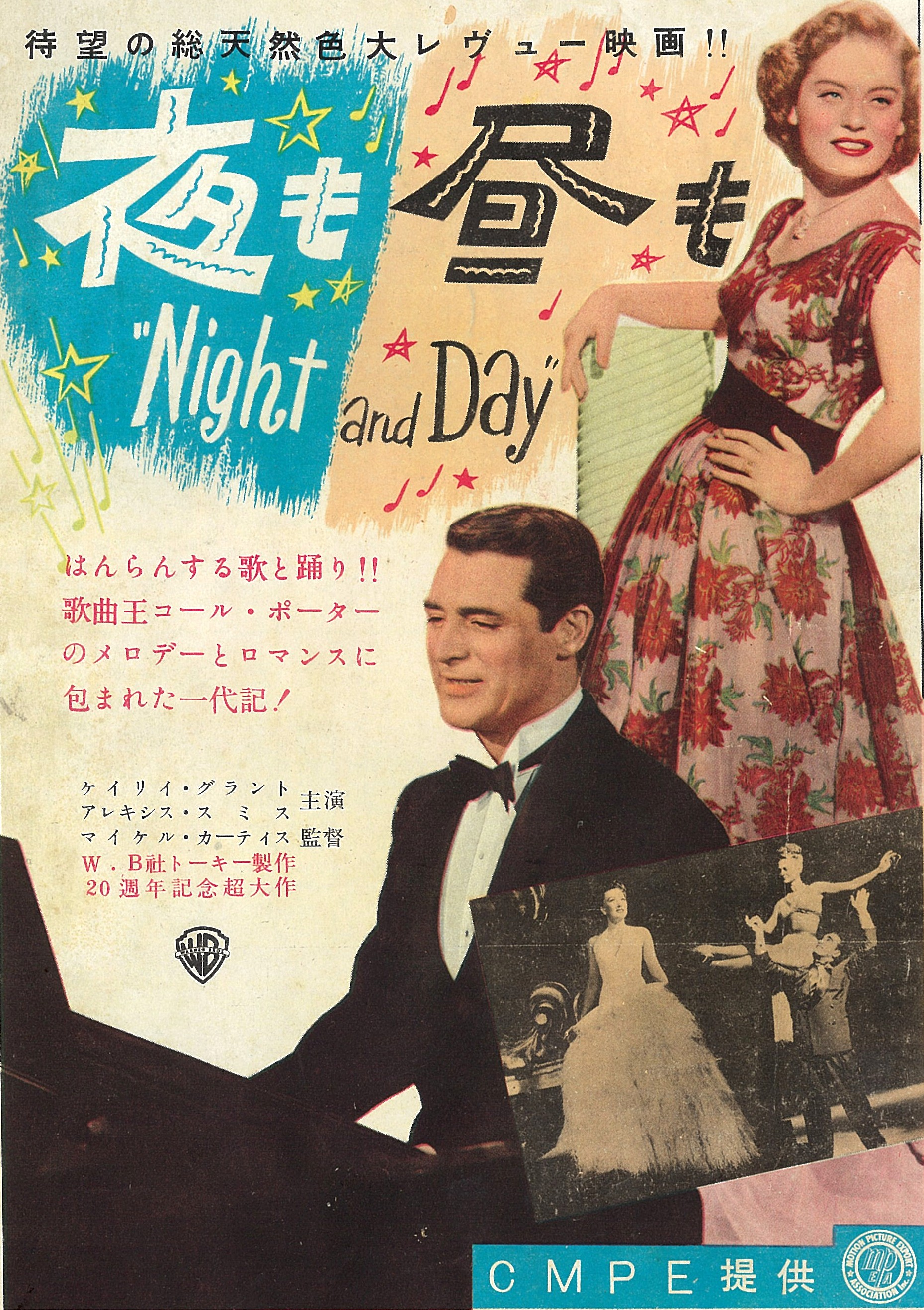
映画『夜も昼も』日本初公開当時の広告（『映画の友』1951年2月号）

「夜も昼も」（よるもひるも、原題：Night and Day）は、コール・ポーター作詞・作曲による歌。スタンダード・ナンバーの一つであり、数多くの歌手によって録音されてきた。ジャズによるアレンジも多い。
1932年のミュージカル『陽気な離婚』のために書きおろされ、フレッド・アステアが初演した。後にレコード化されて、全米1位のヒット作となった。2年後、『陽気な離婚』が『コンチネンタル』として映画化されたときにも、舞台版に用いられたポーターの曲の大半がカットされる中、本曲のみは映画に引き継がれた。以後、ポーターの作曲家人生を代表する作品として知られ、1946年に彼の評伝映画が作られた際には、その題名にもなっている。